# Musée de l'Armée (Stockholm)
Pour les articles homonymes, voir musée de l'Armée.
Le musée de l’Armée de Suède (Armémuseum) est un musée d’histoire militaire situé à Stockholm, dans le district d’Östermalm.

## Description
Il a rouvert en 2002 après une longue fermeture, et a reçu le titre[réf. nécessaire] de meilleur musée de Stockholm en 2005. Il illustre l’histoire militaire de la Suède jusqu’à sa position contemporaine de neutralité dans les conflits, et présente l’Armée suédoise par des statues à taille réelle des soldats des temps passés ainsi que des reconstitutions de grandes batailles.
Le bâtiment est un ancien arsenal construit au XVIIe siècle, pour la production et le stockage des armes. Les trophées et drapeaux des armées vaincues par la Suède au cours des XVIIe et XVIIIe siècles sont exposés dans une salle à part ; on trouve parmi eux un drapeau danois de dix-sept mètres par sept, qui avait servi aux Danois à fêter la reprise de la forteresse d’Helsingör.

## Illustrations

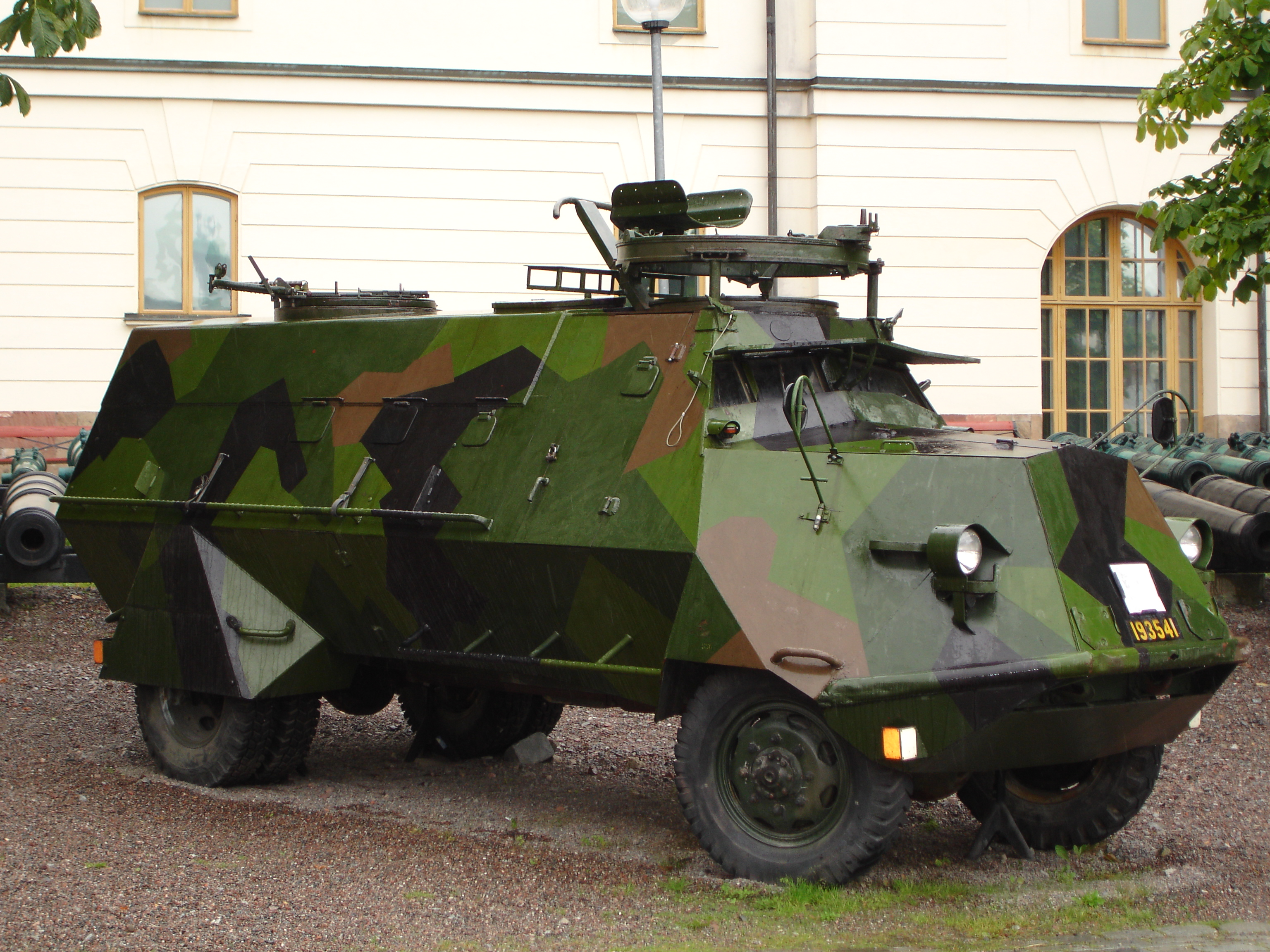
Les tanks suédois sont présentés en extérieur
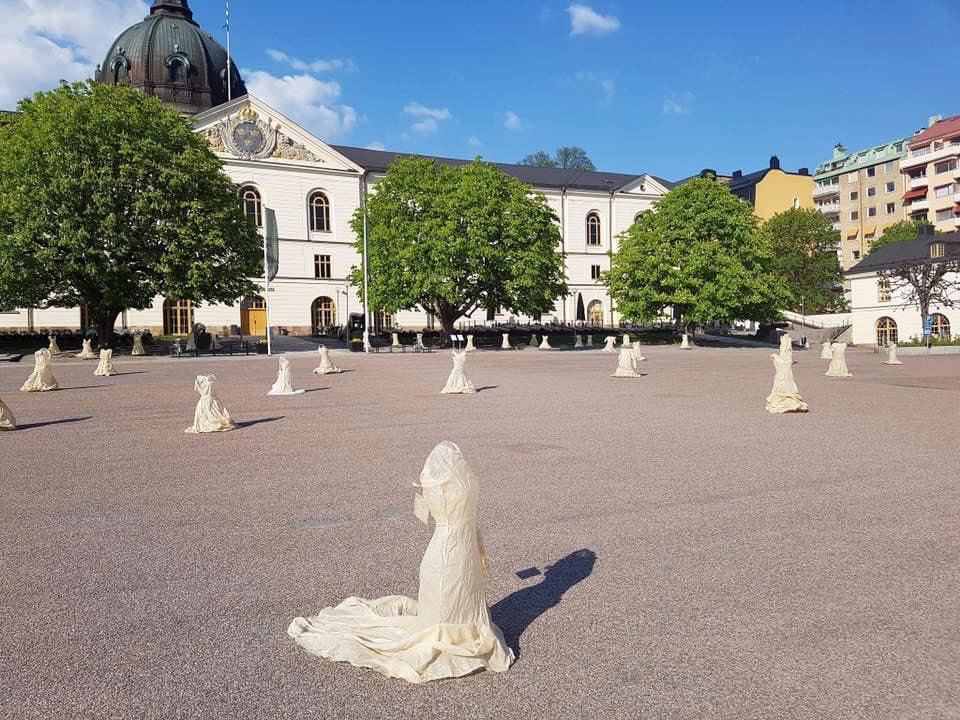
Exposition  La guerre n’a pas de visage féminin, de L. Christeseva, devant le musée (2016).